# Gornergrat
Il Gornergrat è una montagna delle Alpi Pennine, alta 3135 m s.l.m., posta nel territorio del comune di Zermatt nel Canton Vallese, a nord del ghiacciaio del Gorner, in una posizione molto particolare dalla quale si possono ammirare più di 20 tra i 4000 delle Alpi (tra i quali il Cervino, il Lyskamm, il Dom, il Weisshorn e la Punta Dufour). Meta turistica che offre un panorama sul gruppo del Monte Rosa, del Cervino e del Mischabel, oltre ad essere importante meta di sport invernale, può essere raggiunto da Zermatt grazie alla Gornergratbahn, una ferrovia a cremagliera costruita alla fine dell'Ottocento lunga 9,3 km che percorre un dislivello di 1469 m passando per Riffelalp e Riffelberg: al capolinea, posto a 3089 m s.l.m., è presente un albergo, e, verso sud-ovest, si estende il comprensorio sciistico di Zermatt.